# San Dimas Stage Race (vrouwen)
De Amerikaanse meerdaagse wielerwedstrijd San Dimas Stage Race bestaand sinds 2000 voor vrouwen en vond voor het laatst plaats in 2019. De wedstrijd kende twintig edities en werd op twee edities na gewonnen door Noord-Amerikaanse rensters, in 2009 en 2010 won de Duitse Ina-Yoko Teutenberg de wedstrijd. De wedstrijd kende ook een manneneditie die in tussen dezelfde jaren plaatsvond.

## Erelijst

### Meervoudige winnaars
| Overwinningen | Renner              | Land             | Jaren              |
| ------------- | ------------------- | ---------------- | ------------------ |
| 3             | Amber Neben         | Verenigde Staten | 2000 + 2011 + 2015 |
| 3             | Kristin Armstrong   | Verenigde Staten | 2006 + 2012 + 2016 |
| 2             | Ina-Yoko Teutenberg | Duitsland        | 2009 + 2010        |

### Overwinningen per land
| Overwinningen | Land             |
| ------------- | ---------------- |
| 13            | Verenigde Staten |
| 5             | Canada           |
| 2             | Duitsland        |